# ان‌جی‌سی ۱۲۶
ان‌جی‌سی ۱۲۶ (به انگلیسی: NGC 126) یک کهکشان عدسی با قدر ظاهری ۱۴٫۵ است که در صورت فلکی ماهی قرار دارد.